# Schreckling
Schreckling (deutsch Schrecklingen) ist ein Ortsteil von Heining-lès-Bouzonville im Département Moselle in der Region Grand Est (bis 2015 Lothringen).

## Geschichte
Weitere Schreibweisen lauteten: Schreckedinga (1316), Schrecklingen (1633), Screckling (1756).
Schrecklingen gehörte nach dem Zweiten Pariser Frieden 1815 bis zu der Grenzkonvention zwischen Preußen und Frankreich 1829 zu Preußen.

### Bevölkerungsentwicklung
| Jahr      | 1800 | 1806 |
| Einwohner | 83   | 73   |